# Tržac
Tržac (deutsch (veraltet) Tersatz, Terszacz, Terschaz) ist ein Ort in der Gemeinde Cazin (Kanton Una-Sana), im äußersten Westen der Republik Bosnien und Herzegowina.

## Geographie
Tržac liegt direkt an der Grenze zu Kroatien, rund 20 km nördlich von Bihać, der Hauptstadt des Kantons Una-Sana. Das Gelände ist hügelig und teilweise bewaldet. Unterhalb des Ortes fließt die Korana, ein Fluss der an den Plitvicer Seen in Kroatien entsteht, und sein rechter Flussarm Mutnica. Das Klima ist gemäßigt kontinental mit kalten Wintern und warmen Sommern.

## Geschichte
Tržac wird zum ersten Mal im 11. Jahrhundert erwähnt, damals als eine Siedlung im zentralen Teil des mittelalterlichen Königreichs Kroatien. Seit dem 13. Jahrhundert befand sich der Ort mit Umgebung (einschließlich der Burg Tržac) im Besitz von Angehörigen der prominenten kroatischen Adelsfamilie Frankopan. Ein Zweig dieser Familie trug sogar den Namen Tržački („von Tržac“), als Bartol IX. Frankopan, einer der acht Söhne des verstorbenen kroatischen Ban Nikola IV. Frankopan, 1449 bei der Teilung des großen Vermögens seines Vaters unter anderem die bedeutende Herrschaft Tržac bekam. Die Osmanen eroberten das ganze Gebiet am Ende des 16. Jahrhunderts und verdrängten die Kroaten nach Nordwesten.

## Bevölkerung
Heute hat der Ort ungefähr 5.000 Einwohner (die meisten von ihnen sind muslimische Bosniaken), diese stellen einen bedeutenden Anteil dar an der Gesamtbevölkerung von rund 80.000 (neueste Abschätzungen) in der dicht besiedelten Gemeinde Cazin dar. 